# Maculobates bruneiensis
Maculobates bruneiensis is een mijtensoort uit de familie van de Liebstadiidae. De wetenschappelijke naam van de soort werd voor het eerst geldig gepubliceerd in 2013 door  Ermilov, Chatterjee en Marshall.

## Voorkomen
De soort komt voor in Brunei en op de in Japan gelegen eilanden Iriomote en Okinawa.